# Recht tot uitdagen
Het recht tot uitdagen (Engels Right to Challenge) verleent burgers en verenigingen het recht om de overheid te vragen een bepaalde publieke taak zelf in handen te kunnen nemen, wanneer zij van oordeel zijn een beter en/of goedkoper resultaat te zullen afleveren.

## Groot-Brittannië
Het idee is ontstaan in Groot-Brittannië. Daar is het recht tot uitdagen wettelijk geregeld in de Localism Act 2011. Burgers kunnen hiermee gemeentelijke diensten overnemen, een bod doen op lokale activa, of buurtplannen (mee) uitvoeren.

## Nederland
In afwachting van landelijke wetgeving, hangt het Right to Challenge momenteel af van gemeentelijke regelingen. Een van de eerste projecten die met een “recht tot uitdagen” tot stand zijn gekomen, is de sporthal van de Utrechtse basketballvereniging Cangeroes. Andere voorbeelden zijn de Schepenstraat in Rotterdam en de wijk Selwerd in Groningen.
Verenigingen als Right to Challenge en het Leer- en Expertisepunt Open Overheid assisteren burgers en gemeenten bij de uitvoering van burgerinitiatieven.

## België
Het “recht om uit te dagen” staat vermeld in het “Groenboek Bestuur” (Principe 2, Voorstel 14) van de Vlaamse overheid: “Belanghebbenden kunnen door middel van dat recht aangeven dat ze bepaalde bestaande taken van de overheid willen overnemen”.
In het Vlaams Parlement werd eind 2017 gestemd over een ontwerpresolutie van de meerderheid in die zin.
Na de verkiezingen van 26 mei 2019 werd het principe opgenomen in het regeerakkoord van de regering-Jambon. Een van de concrete voorstellen voor een meer burgergericht Vlaams binnenlands bestuur was de uitbouw van “een kader waarbinnen het right to challenge ten aanzien van de gemeenten en de intergemeentelijke samenwerkingsverbanden georganiseerd kan worden." 
De lokale besturen van hun kant pleitten via de VVSG voor een voorzichtige uitrol in een experimentele fase, en voor een samenwerkingsmodel met de burgers.